# Pilea triradiata
Pilea triradiata är en nässelväxtart som beskrevs av Ellsworth Paine Killip. Pilea triradiata ingår i släktet pileor, och familjen nässelväxter. Inga underarter finns listade i Catalogue of Life.